# Ursula Pfitzner
Ursula Pfitzner (geboren 1972 in Wien) ist eine österreichische Opern- und Operettensängerin der Stimmlage Sopran, die seit 2003 an der Wiener Volksoper verpflichtet ist. 
2022 wurde sie zur Kammersängerin ernannt.

## Leben und Werk
Pfitzner absolvierte die Ballettschule der Wiener Staatsoper und konnte schon früh reichlich
Bühnenerfahrung sammeln – an der Staatsoper, bei den Salzburger Festspielen, den Wiener Festwochen und bei ORF-Produktionen. Das Spielplanarchiv der Wiener Staatsoper verzeichnet in den Jahren 1983 bis 1988 insgesamt 39 Auftritte – im Ballett Die Puppenfee und in der Gounod-Oper Faust. In der Folge war sie einige Jahre lang als Regieassistentin tätig und arbeitete mit den Regisseuren Patrice Chéreau, Adolf Dresen und Jürgen Flimm. 1997 begann sie ihr Gesangsstudium am Konservatorium der Stadt Wien bei Helga Meyer-Wagner. 2003 erlangte sie ihren Abschluss, mit Auszeichnung. Bereits während ihres Studiums nahm sie eine Reihe von Engagements an – beispielsweise für eine Operettentournee in Japan.
In Österreich debütierte sie als Dorabella in Così fan tutte am Stadttheater Baden. Es folgten die Gräfin Almaviva in der Hochzeit des Figaro, die Frau Fluth in den Lustigen Weibern von Windsor und die Marie in der Verkauften Braut. Im Januar 2003 debütierte Ursula Pfitzner als Gräfin Mariza in der gleichnamigen Operette von Emmerich Kálmán an der Wiener Volksoper. Im Sommer desselben Jahres war sie als Stella in Les contes d'Hoffmann bei den Salzburger Festspielen verpflichtet, es dirigierte Kent Nagano; die Produktion ist auch auf DVD erschienen. Im Sommer 2004 gastierte sie als Gräfin Mariza bei den Seefestspielen Mörbisch. Es folgten Engagements an das Opernhaus Zürich (als Angèle Aubier im Opernball) und an das Stadttheater Bern (als Gräfin Zedlau in Wiener Blut und zwei Jahre später als Hanna Glawari in der Lustigen Witwe). Ihre Regisseure in Bern waren Heinz Marecek und Guy Joosten. Danach wurde sie zu Auftritten an der Musikalischen Komödie Leipzig eingeladen – als Gräfin Mariza, Gräfin Zedlau und als Eurydike in Offenbachs Orpheus in der Unterwelt. Am Stadttheater Baden war sie in der Folge als Gräfin Mariza zu sehen und zu hören, danach auch als Fedora Palinska in der Zirkusprinzessin. In Mörbisch übernahm sie 2005 die Hanna Glawari, es inszenierte Helmuth Lohner, und 2007 die Gräfin Zedlau, es inszenierte Maximilian Schell. Dirigent beider Produktionen war Rudolf Bibl.
Seit der Spielzeit 2006/07 zählt die Sängerin zum Ensemble der Volksoper Wien. Zu ihrem Standardrepertoire im Haus am Gürtel zählen Hanna Glawari, Gräfin Mariza und – alternierend mit Elissa Huber – die Csárdásfürstin, weiters die Rosalinde in der Fledermaus, die Lisa im Land des Lächelns, die Fedora in der Zirkusprinzessin, Angèle und Marguérite im Opernball, die Angelika Didier im Grafen von Luxemburg, die Madame Pompadour, die Baronin von Gondermark in Offenbachs Pariser Leben und die resche Wirtin Josepha Vogelhuber im Weißen Rössl, die Brünnhilde in den Lustigen Nibelungen und die Juanita Sanchez im Kuhhandel, eine Produktion, die auch auf DVD aufgenommen wurde. Zu ihren Opernrollen an der Volksoper zählen die Marie in der Verkauften Braut, die Musette in La Bohème, die Micaëla in Carmen, die Giulietta in Hoffmanns Erzählungen, die Martha im Evangelimann, die Fremde Fürstin in Rusalka, die Gertrud in Hänsel und Gretel und die Helena in Brittens Midsummer Nights Dream. Sie war auch in zeitgenössischen Opern besetzt (als Mrs. Cecilia Umney in Marius Felix Langes Das Gespenst von Canterville und als Marta Marnis in Manfred Trojahns Limonen aus Sizilien), auch in Musicals (in Kiss me, Kate, Sound of Music und Into the Woods). Im April 2019 übernahm sie die Duchess in Powder Her Face von Thomas Adès im Kasino am Schwarzenbergplatz und konnte einen großen persönlichen Erfolg erringen.
Bis 2022 trat sie in mehr als 430 Vorstellungen an der Volksoper auf.

## Aufzeichnungen (Auswahl)
- Les contes d'Hoffmann; Salzburger Festspiele 2003 (DVD)

## Auszeichnungen
- Österreichischer Musiktheaterpreis 2020: Beste weibliche Hauptrolle (Herzogin in Powder her face)
- 2022: Kammersängerin der Republik Österreich